# Tianquan
Tianquan, tidigare stavat Tienchüan, är ett härad som lyder under Ya'ans stad på prefekturnivå i Sichuan-provinsen i sydvästra Kina.